# Lilián López Camberos
Lilián del Carmen López Camberos (Ciudad de México, 26 de mayo de 1986) es una escritora, traductora y editora mexicana. Fue ganadora del Premio Bellas Artes de Cuento Hispanoamericano Nellie Campobello en 2021.

## Biografía
Lilián López nació el 26 de mayo de 1986, en la Ciudad de México, pero creció en Polotitlán de la Ilustración, Estado de México, el pueblo de su madre.
Estudió periodismo en la Universidad Autónoma de Querétaro y más tarde cursó estudios literarios latinoamericanos en la Universidad Nacional de Tres de Febrero de Buenos Aires.
Ha trabajado como profesora, periodista, traductora y editora. Sus textos han sido publicados en Letras Libres, Tierra Adentro, El Universal, Gatopardo, Tierra Adentro, La Zona Sucia, entre otras. Ha escrito sobre diversos temas, como cultura pop, viajes, cine, música, feminismo y derechos humanos.

## Obra
Sus textos recorren temas como las violencias y la amistad femenina. En su narrativa cuentística, Lilián López, construye mundos que circundan entre lo vívido y lo onírico, con atmósferas enrarecidas, así como melancólicas e íntimas.

### Quisiera quedarme quieta
Quisiera quedarme quieta es un libro de cuentos que tiene origen en los textos que Lilián López escribió cuando obtuvo la beca del FONCA, de jóvenes creadores, en 2010. Durante 10 años editó el libro junto a compañeras de generación para corregir los textos, hasta que estuvieron listos para su publicación.
En el libro, Lilián López relata seis historias en las que las protagonistas son mujeres; en dichos cuentos relata cosas que las afligen en su cotidianidad. Los cuentos que componen el libro, son: «Acapulco», «Este adiós no maquilla un hasta luego», «La planta», «Sexo en la playa», «El lado del mal» y «Diario de Ámsterdam».
Sobre el texto, Carla Faesler señala que el texto es de una "prosa diáfana", pero con intervenciones fantasmagóricas; escrito con inteligencia y con una intuición que se ha ido elaborando de forma obsesiva.

Con este texto, ganó el Premio Bellas Artes de Cuento Hispanoamericano Nellie Campobello en 2021. El jurado señaló de la obra:
Resalta la lograda creación de atmósferas en las que se asoman la desolación, la nostalgia y el vacío. A lo largo de los seis cuentos que conforman el volumen, los viajes se presentan como un hilo conductor que le brinda a sus protagonistas la oportunidad de alejarse de lo conocido, aunque ello los convierta en solitarios, huérfanos o exiliados, ya sea por decisión personal o por los otros.

## Publicaciones

### Libro de relatos
- Quisiera quedarme quieta, Dharma Books, 2020[13]

### Antologías
- La casa con desván (Ediciones Rubeo, España, 2011)[6]
- Mexicanas 2. Infancias perdidas (Fondo Blanco, 2022)[14][15]

## Premios y condecoraciones
- Beca del Fondo Nacional para la Cultura y las Artes, México, 2010[16]
- Finalista en el premio Aura Estrada, 2019[16]
- Premio Bellas Artes de Cuento Hispanoamericano Nellie Campobello, 2021[12]